# Grignan-les-Adhémar

Eine Übersicht der einzelnen Appellationen des Weinbaugebiets Rhône. Zoom A zeigt die südlich gelegenen Appellationen bei Avignon und Zoom B stellt die nahe Lyon gelegenen Weinbaugebiete dar. Die Appellation Coteaux du Tricastin ist im Zoom A dargestellt

 Grignan-les-Adhémar ist ein Weinbaugebiet im südlichen Abschnitt der Weinbau-Region Rhône. Die Appellation, die am 27. Juli 1973 den Status einer Appellation d’Origine Contrôlée (kurz AOC) erhielt, liegt nördlich des Anbaugebiets Côtes du Ventoux innerhalb der Region Tricastin. Das Gebiet erstreckt sich innerhalb des Départements Drôme zwischen Montélimar im Norden und Saint-Paul-Trois-Châteaux im Süden. Im Juni 2010 wurde wegen des aufgrund des Kernkraftwerks Tricastin schlecht klingenden Namens die Region von Coteaux du Tricastin in Grignan-les-Adhémar nach dem Ort Grignan und dem Schloss Adhémar oberhalb von Montélimar umbenannt.
Die Weinberge umfassen knapp 2.576 Hektar Rebfläche (2005) und liegen in 22 Gemeinden am orographisch linken Ufer der Rhone, jedoch einige Kilometer landeinwärts. Auf der anderen Seite der Rhône erstreckt sich das Weinbaugebiet Côtes du Vivarais. Die mittlere Erntemenge liegt bei 118.000 Hektoliter/Jahr. Im Jahr 2005 lag die Erntemenge hingegen bei 91.526 Hektoliter.

## Geschichte
Der Weinbau war Ende des 19. Jahrhunderts fast zum Erliegen gekommen. Erst aus Algerien zurückgekehrte Winzer haben den Weinbau in den 1960er Jahren wiederbelebt. Als das Gebiet 1964 den Status einer VDQS erhielt, gab es trotz der Wiederbelebung nur 365 Hektar bewirtschafteter Rebfläche.
Die Weinbauern der Region strebten die Umbenennung der AOC an. Grund ist der markante Absatzrückgang nach mehreren Störfällen im Kernkraftwerk Tricastin im Juli 2008, bei der es zu einer Uran-Kontamination des Bodens kam. Seit dem 9. Juni 2010 heißt das Weinbaugebiet Grignan-les Adhémar.

## Wein und Rebsorten
- Der Rotwein, der 85 % der eingebrachten Weine ausmacht, wird aus den Haupt-Rebsorten Grenache Noir (min. 10 % – max. 80 %), Syrah (min. 10 % – max. 80 %), Carignan, Cinsault und Mourvèdre hergestellt. Die Rotweine sind in der Regel granatrot, nicht zu schwer, fruchtig und duftig. Gute Weingüter bringen jedoch durchaus sehr gehaltvolle Weine mit hohem Anteil der Rebsorte Syrah auf den Markt, die eine lange Lebensdauer von bis zu 10 Jahren erreichen können. Ein einfacher Rotwein sollte eine Trinktemperatur von 14 bis 16 °C haben und nicht länger als 2–3 Jahre gelagert werden.

- Für den Roséwein, der 10 % der Menge ausmacht, gilt der gleiche Rebsortenmix. Die Roséweine sollten in ihrer Jugend bei einer Trinktemperatur von 10 bis 12 °C genossen werden.

- Der Weißwein enthält die Rebsorten Marsanne blanche, Roussanne, Bourboulenc, Clairette Blanche, Grenache Blanc und Viognier. Keine der Rebsorten darf einen höheren Anteil wie 60 % am Wein aufweisen; sortenreine Weißweine sind nicht zugelassen. Bisher werden nur knapp 900 hl Weißwein erzeugt, die Tendenz geht aber aufgrund guter Ergebnisse eindeutig nach oben. Die Weißweine sollten eine Trinktemperatur von 8 bis 10 °C aufweisen.

Die Ertragsbeschränkung liegt generell bei 52 Hektoliter/Hektar. Die Weine müssen einen Mindestalkoholgehalt von 11° aufweisen.

## Die 22 zugelassenen Gemeinden
Allan (Drôme), La Baume-de-Transit, Béconne, Chamaret, Chantemerle-lès-Grignan, Châteauneuf-du-Rhône, Clansayes, Colonzelle, Donzère, Grignan, La Garde-Adhémar, Les Granges-Gontardes, Malataverne, Montségur-sur-Lauzon, Réauville, La Roche-Saint-Secret, Roussas, Salles-sous-Bois, Saint-Paul-Trois-Châteaux, Saint-Restitut, Solérieux und Valaurie.
Durch das Gebiet führt eine 117 Kilometer lange Weinstraße, die Route des Coteaux du Tricastin.